# Кефалевые

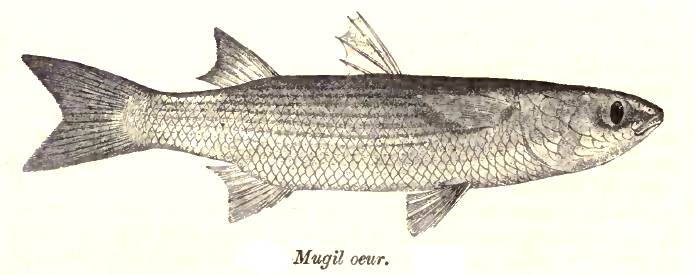
Mugil oeur

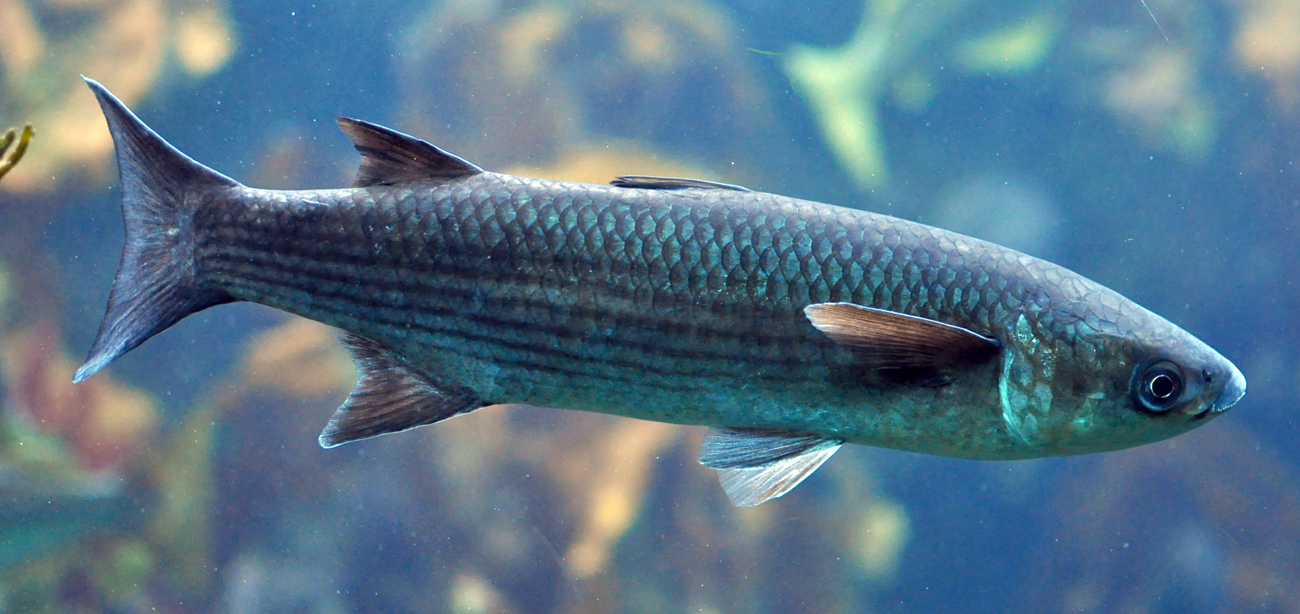
Остронос

Кефа́левые (лат. Mugilidae) — семейство лучепёрых рыб в монотипическом отряде кефалеобра́зных (Mugiliformes).
Это небольшая группа рыб с замкнутым плавательным пузырём и без боковой линии, обитающих преимущественно в южных морях. В основном  морские (прибрежные) и солоноватоводные рыбы, некоторые живут в пресных водах (Liza abu). Распространены, в частности, в Чёрном и Азовском морях. Основное промысловое значение имеет кефаль-лобан, или обыкновенная кефаль (Mugil cephalus). Кефалевые — стадные кочующие рыбы. Большие косяки их заходят в поисках пищи в лагуны, осолонённые озёра и устья рек, где производится их добыча. Кефаль успешно акклиматизирована в Каспийском море и известна там видом сингиль (Liza aurata).
Максимальная длина около 90 см.
Русское наименование «кефаль» восходит к греч. κέφαλος с тем же значением.

## Классификация
В семействе кефалевых 18 родов и 81 вид рыб. Перечень родов:
- Agonostomus — 3 вида;
- Aldrichetta — 1 вид;
- Cestraeus — 3 вида;
- Chaenomugil — 1 вид;
- Chelon — 2 вида;
- Crenimugil — 2 вида;
- Joturus — 1 вид;
- Кефали-лизы (Liza) — 25 видов;
- Moolgarda — 2 вида;
- Серые кефали (Mugil) — 18 видов;
- Myxus — 4 вида;
- Neomyxus — 2 вида;
- Oedalechilus — 2 вида;
- Paramugil — 2 вида;
- Planiliza Whitley, 1945
- Rhinomugil — 2 вида;
- Sicamugil — 2 вида;
- Valaomugil — 8 видов;
- Xenomugil — 1 вид.